# 더 시그널
《더 시그널》(영어: The Signal)은 2014년 공개된 미국의 SF 스릴러 영화이다. 윌리엄 유뱅크가 연출하고, 브렌턴 스웨이츠, 로런스 피시번, 올리비아 쿡 등이 출연하였다. 2014년 제30회 선댄스 영화제에서 초연되었으며, 2014년 6월 13일 미국에서 일반 극장 개봉이 이뤄졌다.

## 줄거리
근이영양증 혹은 다발성 경화증을 앓는 것으로 암시되는 주인공 닉은 목발을 짚고 생활한다. MIT 재학생인 닉과 조나는 일전에 MIT 서버를 뚫은 뒤 이를 자신들에게 뒤집어씌워 퇴학 위기까지 가게 했던 해커 노매드(NOMAD)를 집요하게 추적한 끝에 네바다 폐가에 도착한다. 이 탐정 놀이에 역시 MIT 학생이며 닉의 여자친구인 헤일리도 동행한다. 
그러나 닉과 조나가 안을 뒤지는 사이 밖에 있던 헤일리가 빛에 휩싸여 사라지고, 닉은 정신을 잃었다가 팔에 2.3.5.41이란 문신이 새겨진 채로 어느 시설에서 깨어난다. 월리스 데이먼 박사는 자신이 외계생명(EBE)과 조우한 사람들의 감염을 관리하는 책임자라고 소개한다.
닉은 허약했으나 기능은 온전했던 다리가 절단되고 외계인 기술로 만들어진 장치로 대체된 걸 발견한다. 조나 역시 팔뚝과 손에, 헤일리는 척추에 보철이 이식된 상태다. 이들은 자신들이 51구역(2+3+5+41=51)에 있다고 추정한다. 함께 도망하던 중 조나는 사망하고 헤일리는 어딘가로 끌려간다.
닉은 데이먼(DAMON)이 바로 노매드(NOMAD)였음을 깨닫는다. 외계인 데이먼은 자신들이 닉을 찾아낸 것이 아니라 반대로 닉이 자신들을 찾아온 것에 가깝다며 닉을 "인간 의지와 외계 기술의 완벽한 융합"이라 칭한다.
닉은 기계 다리를 이용해 전속력으로 달려 방어벽을 깨트리지만 자신들이 내내 지구가 아니라 우주 공간에 속한 외계인 우주선 도시 2.3.5.41호 내부에 지구와 흡사하게 조성된 공간에 있었다는 것을 알게 된다.

## 출연
- 브렌턴 스웨이츠 - 닉 이스트먼 역
- 로런스 피시번 - 월리스 데이먼 박사 역
- 올리비아 쿡 - 헤일리 피터슨 역
- 보 냅 - 조나 브렉 역
- 린 셰이 - 미러벨 역
- 제프리 그로버 - 제임스 역
- 로버트 롱스트리트 - 길, 주유소 직원 역

## 기타 제작진
- 공동 제작: 베일리 콘웨이, B. 테드 데이커
- 배역: 비너스 카나니, 메리 버뉴
- 미술: 메건 C. 로저스
- 분장: 리즈 듀셰
- 시각 효과: 콜린 데이비스
- 조감독: 제임스 그레이퍼드
- 제작 관리: B. 테드 데이커

## 같이 보기
- 다크 시티 (1998년 영화)